# Emboscada de Golweyn
Emboscada de Golwey ocorreu em 30 de julho de 2017 por militantes da al-Shabaab contra um comboio da AMISOM. Resultando na morte de vários soldados de Uganda, o ataque interrompeu seriamente o controle das forças pró-governo sobre a região de Lower Shebelle, na Somália, posteriormente causando a queda da cidade estrategicamente significativa de Leego para a al-Shabaab. 

## Contexto
Grande parte de Lower Shebelle, incluindo Golweyn, foi conquistada da al-Shabaab pela AMISOM e pelas Forças Armadas da Somália durante a Operação Oceano Índico em 2014 e estava assegurada pelas forças armadas ugandenses desde o ataque  insurgente mortal à guarnição burundiana de Leego em 2015.  Em 2016, no entanto, as operações ofensivas contra a al-Shabaab foram reduzidas, permitindo que o grupo militante recuperasse sua força. 
Apesar do crescente poder da al-Shabaab, o aumento de baixas entre as forças da AMISOM e a sua presença de longa data no país devastado pela guerra levou a planos para reduzir a participação das forças de manutenção da paz na Somália. As responsabilidades de segurança deveriam ser transferidas para as forças armadas do Governo Federal da Somália. De acordo com o vice-governador de Lower Shebelle, Ali Nur Mohamed, no entanto, as unidades das Forças Armadas da Somália em sua região estavam enfraquecidas pela faccionalização, lutas internas e deserções. Por esse motivo, eles não eram capazes de manter território de forma independente contra os insurgentes, o que significa que a presença de tropas da AMISOM em áreas controladas pelo governo de Lower Shebelle era crucial. 

## Emboscada
No início de 30 de julho de 2017,  um comboio militar constituído por partes do 7.º Batalhão do 22.º Agrupamento da Força de Defesa Popular de Uganda, bem como por alguns soldados das Forças Armadas da Somália,  deixou Shalanbod. O comboio, que era o efetivo militar da companhia , deveria conduzir uma patrulha regular na rota principal de suprimentos de Mogadishu-Barawa ou transportar suprimentos para as bases da AMISOM / Forças Armadas da Somália em Lower Shebelle.  Quando essas forças entraram no vilarejo de Golweyn, perto de Bulo Marer, um dispositivo explosivo improvisado na estrada atingiu o comboio, em seguida, os combatentes fortemente armados da al-Shabaab lançaram seu ataque.  Um feroz tiroteio se seguiu e durou cerca de uma hora,  após o qual os militantes recuaram, levando consigo os corpos de alguns soldados ugandenses mortos. 
Embora as baixas exatas ugandenses sejam contestadas, com subestimações militares de Uganda  e a al-Shabaab as exagerando,  elas foram mais pesadas que as dos atacantes. Segundo o governo da Somália, cerca de 23 ugandenses foram mortos e vários feridos,  enquanto a al-Shabaab conseguiu levar suprimentos e armas do comboio. 

## Consequências: queda de Leego
O efeito mais importante da emboscada foi mostrar que a importante rota de suprimento entre Mogadíscio e Barawa era insegura e ameaçada pela al-Shabaab. Como resultado, a AMISOM considerou que precisaria enviar tropas adicionais ao longo da rota para garantir sua segurança. A força escolhida para esse fim foi a guarnição ugandense de Leego, uma cidade estrategicamente importante e a principal base militar da AMISOM. Como as forças internacionais de manutenção da paz já estavam sofrendo com a escassez de efetivos, os ugandenses não puderam ser substituídos por outras forças a tempo.  Quando os soldados da Força de Defesa Popular de Uganda, consequentemente, deslocaram-se de Leego para Golweyn em 4 de julho, o primeiro foi deixado completamente indefeso. As autoridades do governo somali protestaram, dizendo que não haviam sido consultadas e que sem a guarnição da AMISOM, Leego logo cairia para os insurgentes; isso prontamente aconteceu, uma vez que a al-Shabaab ocupou Leego sem oposição depois que os ugandenses se retiraram. 
Foi um duro golpe para a AMISOM e para o governo da Somália, pois Leego havia controlado outra importante rota de suprimento de Mogadíscio às regiões de Bay e Bakool; milhares de soldados pró-governo nessas áreas foram efetivamente isolados e só poderiam ser supridos ou reforçados  por via aérea.  Em 6 de julho, o alto comando da AMISOM garantiu ao governo de Lower Shebelle que os militares etíopes enviariam em breve novas tropas para reconquistar Leego. 